# Hlboké nad Váhom
Hlboké nad Váhom ist eine Gemeinde im Nordwesten der Slowakei mit 953 Einwohnern (Stand 31. Dezember 2024), die zum Okres Bytča, einem Teil des Žilinský kraj, gehört.

## Geographie

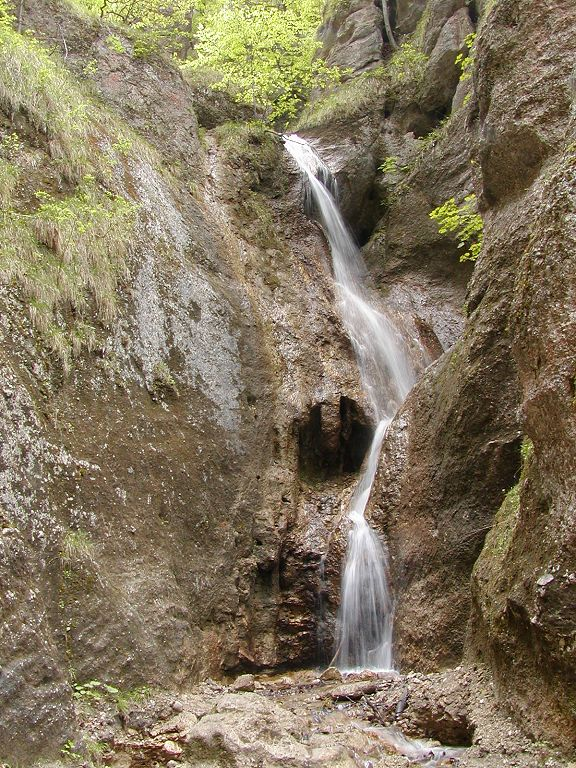
Hlbocký vodopád (dt. Wasserfall von Hlboké)

Die Gemeinde befindet sich mehrheitlich im Gebirge Súľovské vrchy im Tal des Baches Hlbocký potok im Einzugsgebiet der Waag. Nur ein kleiner Teil des Gemeindegebiets liegt im Talkessel Bytčianska kotlina innerhalb der Tallandschaft Považské podolie. Sehenswert ist der Wasserfall Hlbocký vodopád in einer kleinen Schlucht. Das Ortszentrum liegt auf einer Höhe von 347 m n.m. und ist dreieinhalb Kilometer von Bytča sowie 17 Kilometer von Žilina entfernt.
Nachbargemeinden sind Kotešová im Norden, Dolný Hričov im Nordosten, Hričovské Podhradie im Osten, Paština Závada im Südosten, Súľov-Hradná im Süden und Bytča (Teile Hrabové und Hliník nad Váhom) im Westen und Nordwesten.

## Geschichte
Die heutige Gemeinde entstand 1961 durch Zusammenschluss der Orte Dolné Hlboké (ungarisch Alsómélyesd – bis 1882 Alsóhloboke) und Horné Hlboké (ungarisch Felsőmélyesd – bis 1882 Felsőhloboke).
Der ursprüngliche Ort, das spätere Horné Hlboké, wurde zum ersten Mal 1347 als Holoboka schriftlich erwähnt und war Besitz der landadligen Familien Hlbokay und Hrabovský. Im 16. Jahrhundert entstand das spätere Dolné Hlboké, das zum Herrschaftsgebiet der Burg Hričov, später jenem von Bytča gehörte, ein Teil war hingegen Besitz des Landadels. 1828 zählte man in beiden Orten zusammen 45 Häuser und 345 Einwohner, deren Haupteinnahmequelle Landwirtschaft war.
Bis 1918 gehörten die im Komitat Trentschin liegenden Orte zum Königreich Ungarn und kamen danach zur Tschechoslowakei beziehungsweise heute Slowakei.
Von 1971 bis 1998 war Hlboké nad Váhom Teil der Stadt Bytča.

## Bevölkerung
| Jahr                | 1994 | 2004 | 2014    | 2024    |
| ------------------- | ---- | ---- | ------- | ------- |
| Anzahl der Personen | 0    | 915  | 952     | 953     |
| Unterschied         |      | –    | +4,04 % | +0,10 % |

| Jahr                | 2023 | 2024    |
| ------------------- | ---- | ------- |
| Anzahl der Personen | 969  | 953     |
| Unterschied         |      | −1,65 % |

Nach der Volkszählung 2011 wohnten in Hlboké nad Váhom 937 Einwohner, davon 906 Slowaken und ein Tscheche. 30 Einwohner machten keine Angaben zur Ethnie.
862 Einwohner bekannten sich zur römisch-katholischen Kirche, 6 Einwohner zu den Zeugen Jehovas, 3 Einwohner zur Evangelischen Kirche A. B. sowie jeweils ein Einwohner zur evangelisch-methodistischen Kirche und zur reformierten Kirche. 16 Einwohner waren konfessionslos und bei 48 Einwohnern ist die Konfession nicht ermittelt.

## Bauwerke und Denkmäler
- römisch-katholische Kirche Sieben Schmerzen Maria aus dem Jahr 1993